# Steve Hayden
Pour les articles homonymes, voir Hayden.
Stephen Edward Hayden, né le 21 mai 1947 dans le Missouri, est une personnalité américaine du monde de la publicité. Il est actuellement vice-président et directeur de la création d'Ogilvy.

## Créations
- Il cocréateur avec Lee Clow du spot 1984  pour le lancement du Macinotsh d'Apple Inc.
- Il a mené l'équipe qui a créé la campagne e-business d'IBM qui a remporté Effie Gold[1]
- Il est aussi le voix du Hello Moto utilité dans la campagne et la sonnerie homonyme. Campagne créé par lui et son équipe d'Ogilvy pour Motorola.